# Покрајчићи
Покрајчићи је насељено место у Босни и Херцеговини у општини Травник. Административно припада Федерацији Босне и Херцеговине, односно њеном Средњобосанском кантону. Према попису становништва из 2013. у насељу је било 1.655 становника, а већинску популацију чинили су Хрвати.

## Становништво
По последњем службеном попису становништва из 2013. године у овом насељу живело је 1.655 становника, а село је било етнички хомогено са већинском хрватском  популацијом.
| Националност | 2013. | 1991.          | 1981.        | 1971.        |
| Бошњаци      | —     | 35 (2,54%)     | 14 (1,35%)   | 15 (1,65%)   |
| Хрвати       | —     | 1.322 (95,94%) | 969 (93,17%) | 886 (97,58%) |
| Срби         | —     | 7 (0,51%)      | 6 (0,58%)    | 1 (0,11%)    |
| Југословени  | —     | 3 (0,22%)      | 21 (2,02%)   | 0            |
| Албанци      | —     | 0              | 5 (0,48%)    | 0            |
| Македонци    | —     | 0              | 1 (0,10%)    | 0            |
| Словенци     | —     | 0              | 0            | 1 (0,11%)    |
| остали       | —     | 11 (0,80%)     | 24 (2,31%)   | 5 (0,55%)    |
| Укупно       | 1.655 | 1.378          | 1.040        | 908          |